# 올가 글라츠키흐
올가 비아체슬라보프나 글라츠키흐(러시아어: Ольга Вячеславовна Глацких, 1989년 2월 13일 ~ )는 러시아의 리듬 체조 선수이다. 그녀는 2004년 아테네 올림픽때 단체 종합에서 금메달을 땄다.

## 인물 정보
올가 글라츠키흐는 1989년 2월 13일에 레스노이주 스베르들로프스크에서 태어났다. 그녀는 2001년부터 2005년까지 러시아 리듬 체조 국가 대표팀의 일원이었다.
글라츠키흐는 2004년 아테네 하계 올림픽 단체 종합에서 옐레나 포세비나, 올레시야 벨루기나, 타티야나 쿠르바코바, 나탈리야 라브로바, 엘레나 무르지나와 함께 금메달을 땄다.